# Liste der Burgen, Schlösser, Ansitze und wehrhaften Stätten im Bezirk Oberwart
Diese Liste nennt die Burgen, Schlösser, Ansitze und wehrhaften Stätten im burgenländischen Bezirk Oberwart.
Sie enthält nur solche Anlagen, von denen bauliche Reste oder erkennbare Spuren im Gelände erkennbar sind. Restlos abgekommene Anlagen wurden daher ebenso wenig in diese Liste aufgenommen wie lediglich archäologisch nachgewiesene und aktuell oberflächlich nicht erkennbare Anlagen. Wehrkirchen wurden in die Liste aufgenommen, wenn noch Wehrmauern oder Schießscharten zu erkennen sind.

## Erklärung zur Liste
- Name: Name der Anlage.
- Gemeinde, Adresse, Lage: Zeigt an, in welcher Gemeinde das Gebäude steht; gegebenenfalls auch die Adresse. Geokoordinaten.
- Typ: Es wird der Gebäudetyp angegeben, wie Burg, Festung, Schloss, Gutshof, Wehrkirche, Wallanlage.
- Geschichte: geschichtlicher Abriss
- Zustand: Beschreibung des heutigen Zustands bzw. der Verwendung.
- Bild: Zeigt wenn möglich ein Bild des Gebäudes an.
- Denkmalschutz: Falls unter Denkmalschutz, führt ein Link zum Eintrag in der Denkmalliste.

## Liste
| Name                                 | Gemeinde, Adresse, Lage                                            | Typ              | Geschichte | Zustand                                                               | Bild | Denkmalschutz |
| ------------------------------------ | ------------------------------------------------------------------ | ---------------- | --- | --------------------------------------------------------------------- | ---- | --- |
| Schloss Batthyány (Pinkafeld)        | Pinkafeld Pinkafeld, Schlossgasse 1 Lage                           | Schloss          | errichtet Anfang des 17. Jahrhunderts. Nach dem Zweiten Weltkrieg innen völlig umgebaut. | umgebaut erhalten; als Berufsschule genutzt.                          |      | 8402 |
| Burg Bernstein                       | Bernstein Bernstein, Schlossweg 1 Lage                             | Burg             | Burgenstandort wohl schon seit 9. Jahrhundert. Im 13. Jahrhundert immer wieder umkämpft. 1389 völlig um- und ausgebaut. Im 16./17. Jahrhundert (Türkengefahr) durch Basteien verstärkt. 1617 durch Pulverexplosion schwer beschädigt, dann barockisiert. ab 1953 Hotel. | erhalten; Hotel.                                                      |      | 8072 |
| Burg Burg (Óvár)                     | Hannersdorf Lage                                                   | Burg             | große eisenzeitliche Wehranlage (Vorburg, Hauptburg; Brückenkopf jenseits der Pinka). mittelalterliche Befestigung, Mitte des 15. Jahrhunderts zerstört. | Wälle zweier Anlagen erkennbar.                                       |      | nein |
| Schloss Jormannsdorf                 | Bad Tatzmannsdorf Jormannsdorf 1 Lage                              | Schloss          | Schloss des 16. Jahrhunderts; im 17. Jahrhundert ausgebaut. | erhalten; als Schulungsgebäude genutzt.                               |      | 8062 |
| Schloss Kohfidisch                   | Kohfidisch Kohfidisch, Schloss 5 Lage                              | Schloss          | Meierhof des 16. Jahrhunderts im 17. Jahrhundert zu Schloss ausgebaut. 1780 erweitert. 1945 bis 1949 Kommandantur der Roten Armee. | restauriert erhalten; als Restaurant und für Veranstaltungen genutzt. |      | 7715 |
| Wallanlage Litzelsdorf               | Litzelsdorf Kemeter Wald Lage                                      | Ringwallanlage   | mittelalterliche Hausberganlage. | Rundgraben/-wall erkennbar.                                           |      | 130218 |
| Schloss Loipersdorf                  | Loipersdorf-Kitzladen Loipersdorf 148 Lage                         | Schlösschen      | errichtet erste Hälfte des 19. Jahrhunderts. | erhalten, bewohnt.                                                    |      | 130218 |
| Madonnenschlössl                     | Bernstein Bernstein, Steinwandweg 6 Lage                           | Ansitz           | 1923 errichtet. | erhalten; für Veranstaltungen genutzt.                                |      | 49650 |
| Schloss Neuhodis                     | Markt Neuhodis Markt Neuhodis 1 Lage                               | Schloss          | errichtet in der 2. Hälfte des 18. Jahrhunderts. um 1880 umgebaut. | erhalten, bewohnt.                                                    |      | 8257 |
| Ödes Schloss (Rechnitz)              | Rechnitz bei Rechnitz Lage                                         | Burg             | errichtet im 13. Jahrhundert. 1478 stark beschädigt. demoliert 1838. | Ruine                                                                 |      | 8445 |
| Schloss Rechnitz                     | Rechnitz Lage                                                      | Schloss          | 13. Jahrhundert als Burg entstanden, nach 1648 als Schloss neu gebaut, 1945 zerstört | Böschungsmauern und ein Brunnen erhalten                              |      | nein |
| Schloss Rotenturm                    | Rotenturm an der Pinka Rotenturm an der Pinka, Schlossplatz 1 Lage | Schloss          | errichtet ab 1862 (in Umgebung eines ehemaligen Burgenstandorts). | erhalten                                                              |      | 8462 |
| Burg Schlaining                      | Stadtschlaining Rochusplatz 1 Lage                                 | Burg             | erwähnt ab 1271. Ausbauten 1450 und 1648. | erhalten. als Konferenzzentrum genutzt.                               |      | 8554 |
| Hausberg Schlossriegel, Buchschachen | Markt Allhau bei Buchschachen Lage                                 | Burg             | im 13. Jahrhundert erwähnt. | markante Wälle erkennbar.                                             |      | 128982 |
| Stadtbefestigung Stadtschlaining     | Stadtschlaining Lage                                               | Stadtbefestigung | nach 1460 errichtet. | Stadtmauern teilweise erhalten.                                       |      | 8552 8553 8601 30772 30774 30775 3077630777 30778 30779 30780 30781 30782 30783 30784 30785 30786 30787 30788 30789 30790 30791 30792 30793 30794 30795 |
| Hausberg Taborhöhe, Buchschachen     | Markt Allhau bei Buchschachen Lage                                 | Hausberg         | |                                                                       |      | 48921 |
| Burg Willersdorf (Schlosshansl)      | Oberschützen nördlich von Willersdorf Lage                         | Burg             | um 1200 errichtet. 1289 besiegt, aber zumindest bis ins 15. Jahrhundert weiterverwendet. | Wall, Graben, geringe Mauerreste.                                     |      | nein |
| Hausberg Weinberg                    | Oberschützen nördlich von Willersdorf Lage                         | Hausberg         | mittelalterlich. | Graben erkennbar.                                                     |      | nein |
| Werkschlössl (Antimonschlössl)       | Mariasdorf Bergwerk 42 Lage                                        | Villa            | 1869 errichtet. |                                                                       |      | 8218 |